# Stefano Callegari
Stefano Callegari (Rosario, 6 gennaio 1997) è un calciatore argentino, difensore del Nueva Chicago.

## Caratteristiche tecniche
È un difensore centrale.

## Carriera

### Club
Cresciuto nelle giovanili del Newell's Old Boys, ha esordito in prima squadra il 31 marzo 2018 in occasione del match di campionato vinto 2-1 contro il Tigre.

## Statistiche

### Presenze e reti nei club
Statistiche aggiornate al 22 Settembre 2018.
| Stagione        | Squadra           | Campionato      | Campionato | Campionato | Coppe nazionali | Coppe nazionali | Coppe nazionali | Coppe continentali | Coppe continentali | Coppe continentali | Altre coppe | Altre coppe | Altre coppe | Totale | Totale | Totale |
| Stagione        | Squadra           | Comp            | Pres       | Reti       | Comp            | Pres            | Reti            | Comp               | Pres               | Reti               | Comp        | Pres        | Reti        | Pres   | Reti   |        |
| --------------- | ----------------- | --------------- | ---------- | ---------- | --------------- | --------------- | --------------- | ------------------ | ------------------ | ------------------ | ----------- | ----------- | ----------- | ------ | ------ | ------ |
| 2017-2018       | Newell's Old Boys | PD              | 1          | 0          | CA              | 0               | 0               |                    | -                  | -                  |             | -           | -           | 1      | 0      |        |
| 2018-2019       | Newell's Old Boys | PD              | 4          | 0          | CA              | 2               | 0               | CL                 | 0                  | 0                  |             | -           | -           | 4      | 1      |        |
| Totale carriera | Totale carriera   | Totale carriera | 5          | 0          |                 | 2               | 0               |                    | 0                  | 0                  |             | -           | -           | 7      | 0      |        |